# Tokyo Akazukin
Tokyo Red Hood (東京赤ずきん Tokyo Akazukin?) es un manga creado por  Benkyo Tamaoki, de temática seinen. Fue iniciado en 2003 y consta de 4 tomos. El manga es popular por su personaje principal de tipo loli y los diferentes actos sexuales en los que participa. También es conocido por su exageración en el despliegue de sangre y violencia.

## Argumento
En la ciudad de Tokio, la protagonista, una niña de 11 años llamada Akazukin (Caperucita Roja) vaga desnuda por las calles de la ciudad con sólo una capa de color rojo, buscando hacer realidad su deseo, ser comida por Sr. Lobo para terminar con su vida "inmortal". Para conseguir esto, hasta es capaz de dejarse violar, aunque castiga a aquel con quien se topa si no es el Sr. Lobo.
Akazukin ha perdido todos sus recuerdos y ni siquiera sabe quién es ella. Así mismo, desconoce las razones por las cuales desea ser comida por Sr. Lobo, simplemente es un deseo que surge desde las profundidades más oscuras de su mente.
Las criaturas del mundo están divididas en dos fuerzas. Las personas que ayudan a Akazukin en su búsqueda del Sr. Lobo, y las personas que tratan de mantener a Akazukin lejos de Sr. Lobo. Las personas de la iglesia y los discípulos de Dios intentan evitar que Akazukin cumpla su misión de encontrarse con Sr. Lobo. Su razón para hacerlo consiste en que si Akazukin es devorada por el Lobo, esto ocasionaría el fin del mundo y de la raza humana. Las personas cuyos orígenes están en el inframundo ayudan a Akazukin a encontrar al Sr. Lobo para que el destino del mundo sea la destrucción. Ellos actúan discretamente detrás de las sombras.
Akazukin trabaja como una traficante de órganos para un carnicero Italiano llamado Marco. Va de cacería buscando nuevos cuerpos para él mientras continúa con la búsqueda del Sr. Lobo. En su camino conocerá villanos que intentarán detenerla y así evitar cumplir su deseo de ser comida por el Sr. Lobo.

## Personajes
Akazukin: Akazukin (Caperucita Roja) es una misteriosa niña considerada así misma inmortal. Desea ser comida por un ser llamado "Sr. Lobo", aunque ni siquiera parece saber que el Sr. Lobo es su hijo. Akazukin trabaja como traficante de órganos para Marco, un carnicero italiano, a cambio de que este le dé alojamiento. El inspector de Policía señaló que ella habá matado y robado sus órganos a 10 víctimas reconocidas en solo un año. Sus poderes en conjunto son un misterio, pero parece tener diferentes tipos en su arsenal: puede llevar a la gente a un mundo de sueños creado por ella misma, puede usar su cabello como arma, extenderse a voluntad y resistir daños provocados a su cuerpo. También es buena con las pistolas como se ha demostrado muchas veces a lo largo del manga. En verdad, ella es Astarte, la princesa del infierno. Casi al final del tercer tomo, se descubre que es la madre de "Sr. Lobo", quien había sido concebido por ella para un plan de restaurar el balance del mundo. La forma de niña que ella tiene (cuando era Astarte, ella tenía un cuerpo más maduro) es el resultado de luego haber sido botada del inframundo después de que Bettega/Theos le haya robado a su hijo. Ella muere luego de una confrontación con Bettega/Theos, sosteniendo heridas (e.e. perdiendo su brazo izquierdo y el resto de su torso) mientras ella caía del cielo. Al parecer, a Akazukin le gusta el dolor, haciéndola una masoquista.  
Vivian: (Más conocida como Vivi) Es una asesina de cuatro brazos contratada originalmente por el inspector Gentile para matar a Akazukin, pero luego, al darse cuenta de que no podía vencerla, decide unir fuerzas con ella. Para eso va a vivir a la carnicería de Marco y posteriormente acompaña a Akazukin en sus diversas misiones. A veces, es mencionada como "Artefacto" por ciertos demonios, ya que fue un experimento fallido para tratar de crear un huésped para la inserción de "Sr. Lobo." Al parecer logró escapar del laboratorio del inframundo hasta llegar a la ciudad, en donde trabajó durante un tiempo para la mafia china. Vivi contaba con un registro perfecto de asesinatos, obviamente antes de su pelea con Akazukin. Ella representaría el cazador en el cuento original.
Luca: Luca era un Incubo antes de que Akazukin lo transformara en un gato. Como Incubo, volaba por la ciudad, en busca de una mujer virgen, pero sin suerte. Encuentra a Akazukin durmiendo y trata de llevarla a su propio mundo, pero es absorbido y violado por esta, y más tarde transformado en gato, pasando a ser su mascota y llamada Luca. (Su verdadero nombre es desconocido). Representaría una versión del Lobo en el cuento original, siendo que él provoca constantemente a Akazukin (sexualmente), pero sale perdiendo.
Asbeel: Fiel sirviente de Akazukin cuando esta era la princesa del infierno. Sintió mucha pena y dolor cuando ella fue arrebatada de sus recuerdos y degradada a vagar por la tierra. Más tarde, es gracias a él como Akazukin logra recuperar sus memorias. Se mantiene fiel a su lado hasta el último momento.
Lupo: Joven huérfano criado en un orfanato católico. Desde niño tenía sueños eróticos con la sangre y muertos. Casi al final del tercer tomo, se descubre que él era en verdad el Sr. Lobo y el hijo de Akazukin/Astarte. Casi al final del cuento (en el cuarto tomo), se reúne con su madre luego que el matara a los residentes y demás compañeros de su orfanato, y ella lo manda a comerla, volviéndose una bestia gigantesca con aspectos de lobo. Sin embargo, Astarte/Akazukin se da cuenta de lo que quiere hacer Bettega/Theos, y así, ataca a su propio hijo. Muere durante la confrontación entre su madre y Bettega y salta para intentar salvarla, pero muere al intentarlo. En el final, Astarte y Lupo se reúnen en la muerte. Representa una versión reluctante del Lobo en el cuento original.
Bettega: Nombre actual: Theos (Dios). Ángel rebelde que desea traer el Apocalipsis al mundo, para eso bajó al infierno y embarazó a la princesa infernal. Cuándo su hijo nació, se lo llevó a la tierra y lo entregó al cura del orfanato. Vaga esperando el momento en que Akazukin se reencuentre con él y con su hijo. Muere en su coche luego de un confrontación con Astarte/Akazukin; sufrió heridas que resultaron en el perder su entero lado derecho. Representaría una versión más malévola del cazador en el cuento original.
Marco: Marco es un carnicero italiano que dirige su propia carnicería llamada "Stomaco Di Ferro" (Estómago de Hierro). Manda a Akazukin a matar y traerle los órganos y cuerpos a cambio de darle alojamiento y comida. Parece que vende carne como una carnicería común y corriente, pero se ha visto varias partes humanas decorando las paredes de su local. Siente atracción hacia los monstruos, como se confirmó al enamorarse de Vivian. Muere luego de un ataque del escuadrón del cielo. Representaría una versión de la abuela en el cuento original, aunque no haya conocido a Lupo/Sr. Lobo.
Arosa: No se sabe mucho de ella, salvo que es descrita como una burja y gurú por el Sr. Bettega. También Marco llega a compararla con Akazukin y a ponerlas al mismo nivel. Se sabe que tuvo una relación amorosa con Bettega. También es la fundadora del creciente culto que usa los sacrificios de la carnicería de Marco. Se sabe que tiene cierto poder mágico, pues pudo crear de diversas partes a Veruno. Muere asesinada por Bettega/Theos luego de que este confiese que solo la usaba.
Veruno: Es una nigromante creada por Arosa para servirle. Crea títeres hachos de partes humanas. Fue enviada a matar a Akazukin, pero no pudo lograr su objetivo y tuvo que escapar, pero no sin antes toparse con Bettega, quien la ciega. Muere asesinada por Bettega/Theos al intentar proteger a su ama.
Inspector Fabrizio Gentile: Es un hombre obsesionado con capturar a Akazukin. Trabaja para el departamento de policía y siempre está siendo presionado por sus superiores para su captura, por los diversos asesinatos que ha cometido en la ciudad. Después de que esta se le escapara muchas veces, decide contratar a Vivian. Cuando observaba el combate de ambas, se percata que es imposible derrotarla, por lo que se suicida. Es revivido más tarde como un títere por el nigromante Veruno, quien lo hace luchar contra Akazukin, siendo finalmente derrotado por Asbeel. Al igual que Bettega, el representa una versión más siniestra del cazador.
Kisa Vanitas: Ángel enviado por el cielo para matar a Akasukin. Es una hermosa joven con cuerpo enteramnete de mujer pero con genitales masculinos. Tiene alas que le salen de los brazos, las cuales usa como armas lanzando sus afiladas plumas rebanando todo lo que tocan. Cuando se enfrenta a Akazukin, la absorbe a su mundo de sueños en donde la violan junto con Lucca, debilitándola así y siendo transformada en una pequeña gata blanca después. Cuando Lucca pregunta qué nombre deberían ponerle a su nueva mascota, Akazukin responde que no necesita a nadie más, que Lucca le basta. Dicho esto, procede a aplastarla delante de todos, matándola.
- Datos: Q7813977